# قائمة المعالم الثقافية الدينية في ألبانيا
قائمة المعالم الدينية والثقافية في ألبانيا (بالألبانية: Lista e objekteve fetare në Shqipëri që janë monumente kulture، بالإنجليزية: The List of Religious Cultural Monuments of Albania، بالإيطالية: I monumenti culturali religiosi d’Albania): تشير إلى النصب التذكارية الألبانية، والتي تم الاعتراف بها من قبل حكومة ألبانيا ووزارة الثقافة باعتبارها نصبًا تذكارية للتراث الوطني الديني، والتي تعتبر ذات أهمية قصوى للثقافة الدينية للأمة. تشمل هذه المعالم الثقافية أماكن العبادة، بما في ذلك المساجد والكنائس والأديرة. اعتبارًا من 2010، كان هناك 201 مكانًا للعبادة تم تصنيفها كمعالم ثقافية دينية.